# 李小鹰
李小鹰（1947年—），山东荣城人，汉族，中华人民共和国政治人物、第十二届全国人民代表大会解放军代表。
毕业于山东医学院临床医学专业。加入中国共产党。担任解放军总医院主任医师、教授。2008年起担任全国人大代表。2013年，担任全国人大代表。